# Уэстморленд (округ, Виргиния)
Округ Уэстморленд (англ. Westmoreland County) располагается в США, в штате Виргиния. По состоянию на 2010 год, численность населения составляла 17 454 человека. Также округ является местом рождения 1-го президента Америки Джорджа Вашингтона.

## География
По данным Бюро переписи США, общая площадь округа равняется 660 км², из которых 590 км² суша и 62 км² или 9,3% это водоёмы.

### Соседние округа
- Чарльз (Мэриленд) — север
- Сент-Мэрис (Мэриленд) — северo-восток
- Нортамберленд — юго-восток
- Ричмонд — юг
- Эссекс — юго-запад
- Кинг-Джордж — северо-запад

## Демография
По данным переписи населения 2000 года в округе проживает 16 718 жителей в составе 6 846 домашних хозяйств и 4 689 семей. Плотность населения составляет 28 человек на км². На территории округа насчитывается 9 286 жилых строений, при плотности застройки 15 строений на км². Расовый состав населения: белые - 65,41%, афроамериканцы - 30,89%, коренные американцы (индейцы) - 0,28%, азиаты - 0,36%, гавайцы - 0,01%, представители других рас - 1,75%, представители двух или более рас - 1,29%. Испаноязычные составляли 3,46% населения.
В составе 25,70% из общего числа домашних хозяйств проживают дети в возрасте до 18 лет, 50,70% домашних хозяйств представляют собой супружеские пары проживающие вместе, 13,50% домашних хозяйств представляют собой одиноких женщин без супруга, 31,50% домашних хозяйств не имеют отношения к семьям, 26,90% домашних хозяйств состоят из одного человека, 13,60% домашних хозяйств состоят из престарелых (65 лет и старше), проживающих в одиночестве. Средний размер домашнего хозяйства составляет 2,43 человека, и средний размер семьи 2,91 человека.
Возрастной состав округа: 23,00% моложе 18 лет, 6,30% от 18 до 24, 23,90% от 25 до 44, 27,80% от 45 до 64 и 19,00% от 65 и старше. Средний возраст жителя округа 40 лет. На каждые 100 женщин приходится 92,30 мужчин. На каждые 100 женщин старше 18 лет приходится 88,90 мужчин.
Средний доход на домохозяйство в округе составлял 35 797 USD, на семью — 41 357 USD. Среднестатистический заработок мужчины был 31 333 USD против 22 221 USD для женщины. Доход на душу населения составлял 19 473 USD. Около 11,20% семей и 14,70% общего населения находились ниже черты бедности, в том числе - 21,10% молодежи (тех кому ещё не исполнилось 18 лет) и 12,50% тех кому было уже больше 65 лет.